# 사이클로트라이데케인
사이클로트라이데케인(cyclotridecane) 또는 시클로트리데칸은 C13H26의 화학식을 가져 분자에 탄소원자가 13개인 사이클로알케인이다.